# Луківська вулиця
Лу́ківська ву́лиця — вулиця в Оболонському районі міста Києва, котеджний комплекс «Італійський квартал». Пролягає від Редьчинської вулиці до кінця забудови.
Прилучаються вулиця Калиновий Ріг, Луківський провулок, проїзди Редьчинський і Луківський, Редьчинської вулиці (вдруге) та Дубищанський провулок.

## Історія
Виникла у першій половині 2010-х років як вулиця без назви. Сучасна назва — з 2014 року, на честь озера Лукове, розташованого неподалік.